# Glenfarne
 Glenfarne  ( irlandais : Gleann Fearna) est un village du comté de Leitrim en Irlande